# Chitignano
Chitignano est une commune de la province d'Arezzo en Toscane (Italie).

## Administration
| Période                                  | Période  | Identité         | Étiquette       | Qualité |
| ---------------------------------------- | -------- | ---------------- | --------------- | ------- |
| 14 juin 2004                             | En cours | Leonardo Vantini | Centro-Sinistra |         |
| Les données manquantes sont à compléter. |          |                  |                 |         |

### Hameaux
Croce di Sarna, Taena, Rosina

### Communes limitrophes
Caprese Michelangelo, Chiusi della Verna, Subbiano

### Jumelages
- La Calmette (France) depuis 1992